# Équipe cycliste MLP Bergstrasse
L'équipe cycliste MLP Bergstrasse est une équipe cycliste allemande continentale participant aux circuits continentaux de cyclisme et en particulier l'UCI Europe Tour. Elle est active entre 2010 et 2015

## Histoire de l'équipe
En 2012 l'équipe fusionne avec la formation Jenatec qui disparait pour devenir Bergstrasse Jenatec et obtient le statut d'équipe continentale.

## Classements UCI
L'équipe participe aux circuits continentaux et principalement à des épreuves de l'UCI Europe Tour. Les tableaux ci-dessous présentent les classements de l'équipe sur les différents circuits, ainsi que son meilleur coureur au classement individuel.
UCI Europe Tour
| Saison | Classement par équipes | Meilleur coureur au classement individuel |
| ------ | ---------------------- | ----------------------------------------- |
| 2013   | 117e                   | Tim Schlichenmaier (968e)                 |
| 2014   | 124e                   | Erik Bothe (932e)                         |

## MLP Bergstrasse en 2015[5]

### Effectif
| Cycliste             | Date de naissance | Nationalité | Équipe 2014     |  |
| -------------------- | ----------------- | ----------- | --------------- |  |
| Kasper Asgreen       | 8 février 1995    | Danemark    | Odder CK        |  |
| Jonas Barnick        | 21 novembre 1996  | Allemagne   |                 |  |
| Erik Bothe           | 5 novembre 1992   | Allemagne   | MLP Bergstrasse |  |
| Mike Egger           | 26 février 1993   | Allemagne   | MLP Bergstrasse |  |
| Moritz Fussnegger    | 15 février 1996   | Allemagne   |                 |  |
| John Mandrysch       | 18 octobre 1996   | Allemagne   |                 |  |
| Oliver Mattheis      | 24 avril 1995     | Allemagne   | Heizomat        |  |
| Eric Süssemilch      | 30 janvier 1995   | Allemagne   | MLP Bergstrasse |  |
| Marc-Andre Tzschupke | 23 février 1994   | Allemagne   | Stuttgart       |  |
| Max Wörner           | 22 septembre 1996 | Allemagne   |                 |  |

### Victoires
| Date | Course | Pays | Classe | Vainqueur |
| ---- | ------ | ---- | ------ | --------- |